# Drosophila antonietae
Drosophila antonietae este o specie de muște din genul Drosophila, familia Drosophilidae, descrisă de Tidon-sklorz și Sene în anul 2001. Conform Catalogue of Life specia Drosophila antonietae nu are subspecii cunoscute.